# Raparna amseli
Raparna amseli là một loài bướm đêm trong họ Noctuidae.